# Sąchocin
Sąchocin (prononciation : [sɔ̃ˈxɔt͡ɕin]) est un village polonais de la gmina de Dobre dans le powiat de Mińsk de la voïvodie de Mazovie dans le centre-est de la Pologne.
Il se situe à environ 8 kilomètres au nord-est de Dobre (siège de la gmina), 25 kilomètres au nord-est de Mińsk Mazowiecki (siège du powiat) et à 55 kilomètres à l'est de Varsovie (capitale de la Pologne).

## Histoire
De 1975 à 1998, le village appartenait administrativement à la voïvodie de Siedlce.